# Tritneptis doris
Tritneptis doris is een vliesvleugelig insect uit de familie Pteromalidae. De wetenschappelijke naam is voor het eerst geldig gepubliceerd in 1971 door Burks.